# Christian Busse (Orgelbauer)
Christian Busse (* um 1560; † 1609) war Organist, Orgelbauer und Schulmeister in Fritzlar, Nordhessen. Jacob Hein war sein Schwiegersohn und folgte ihm als Organist und Schulmeister an der Stiftskirche St. Peter in Fritzlar.

## Leben
Zu Christian Busses Leben und Wirken ist nur wenig bekannt. Er stammte aus einer Spielmannsfamilie aus Warburg in Westfalen und war vermutlich Schüler der niederländischen Orgelbauer Jan oder Jorrien Slegel. Er war zunächst im Kloster Hardehausen und dann ab 1588 (oder 1590) in Fritzlar Organist und Schulmeister. Als Orgelbauer war er durch seine beruflich bedingte nahezu permanente Anwesenheit vor Ort sehr eingeschränkt.

## Werke
- Im Jahre 1600 baute er eine Orgel in Hersfeld, vermutlich in Zusammenarbeit mit Georg Weisland.[2]
- 1605 und 1606 führte er Reparaturen an der Orgel der Abteikirche in Fulda durch.[3]
- 1606/1607 baute er eine kleine Orgel in der Stadtkirche St. Georg in Schmalkalden.[4]
- 1608 begann er mit dem Bau der Orgel in der Fuldaer Stadtkirche, die er aufgrund seines frühen Todes nicht mehr fertigstellte; sie wurde von Weisland vollendet.[5]